# Catedral de Santa Maria del Romeral
Santa Maria del Romeral és una catedral catòlica a la ciutat de Montsó, a la província d'Osca, Espanya. És seu catedralícia de la diòcesi de Barbastre-Montsó juntament amb la catedral de Barbastre. Fou declarada bé d'interès cultural a Espanya com a monument històric-artístic. Va ser construïda entre finals del segle xii i principis del segle xiii, sobre una església anterior, consagrada el 1098. Al llarg de l'edat mitjana va acollir en diverses ocasions a les corts del Regne d'Aragó i de la corona d'Aragó. Durant el segle xvii es van dur a terme una sèrie d'actuacions al temple i es perdé el claustre romànic i construint la cripta i el campanar actuals, en estils barroc i mudèjar. En 1904 es va reformar la torre dotant-la d'un nou rellotge.

## Arquitectura

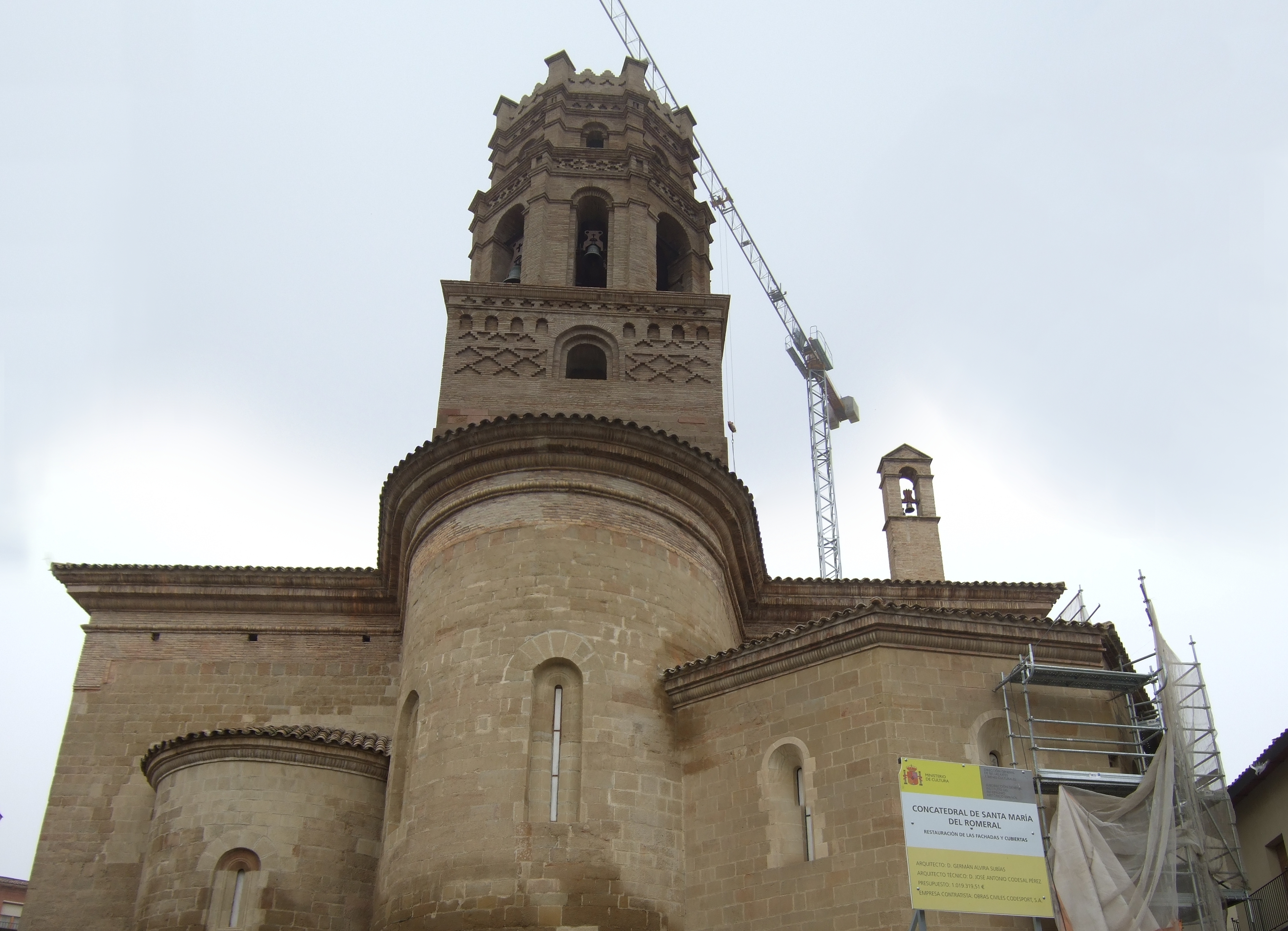
Detall de l'absis i la torre

A l'exterior, a causa de les remodelacions del temple, amaga la grandesa que presenta l'interior. Destaca la torre mudèjar que substitueix la llanterna original, construïda al segle xvii l'estil barroc amb influència del mudèjar aragonès. També destaca la plaça on se situa l'actual sagristia, que va ser el claustre del temple, destruït al segle xvii durant les guerres contra França, i del que encara queda un arc que apareix semienterrat al nivell d'aquesta.
S'accedeix a l'interior del temple per un lateral, amb un atri construït en època contemporània. L'estructura interior està formada per tres naus coronades per voltes de canó, que a la nau central és apuntada i que tenen pràcticament la mateixa altura. Destaca l'absència d'una façana monumental, el que s'ha de potser a les remodelacions posteriors afegint tres capelles als peus del temple. Les capelles dels peus tenen un interès propi, estan fetes en diferents èpoques i presenten trets de diferents estils, fins i tot coronant-se la qual està dedicada als capellans màrtirs de la Guerra Civil per una llanterna. També entre les capelles d'època posterior destaca la capella del baptisme, a l'esquerra de l'entrada i construïda en estil gòtic.
El transsepte del temple és profund, destaca la planta del temple. Està coronat immediatament amb tres absis, que originalment foren romànics. D'aquests queden dos, el central i el del costat de l'epístola, sent l'altre substituït posteriorment per una capella gòtica. A la zona de la capçalera del temple destaca la zona del creuer, coronada per volta de nervadures durant la construcció de la torre i que acull l'altar major, avançat en època posterior a la construcció. Dels absis, destaca la profunditat de l'absis central, enfront de l'altre absis original del temple.
El temple presenta una puresa formal en l'estil romànic. Les llargues voltes de canó se sostenen per enormes pilars que compten amb semicolumnes adossades a aquests. Els capitells d'aquestes presenten una decoració de fins motius geomètrics, influïda per l'art islàmic, que només presenten una figura humana en algun d'ells. La presència de les semicolumnes es converteix al nivell d'arcs faixons i arcs torals en una línia doble bellament ornamentada.
El temple va ser cobert en fusta amb posterioritat, ja que en principi va tenir teulada a dues aigües de pedra recolzada directament sobre les voltes, i que encara avui es conserva. La torre barroca aquesta construïda en maó, tot i que la resta del temple està construït amb carreus. Presenta tres nivells, el primer de planta quadrada i els dos següents de planta octogonal. L'ornamentació de la mateixa segueix la línia de sobrietat del mateix temple, amb una decoració de motius geomètrics i arquets cecs que són influència directa de l'art mudèjar. En el segon nivell, el primer octogonal, s'obre el campanar, que compta amb vuit campanes, una de 1930, dues de 1940 i cinc més de 1999. A més, a la part més alta de la torre es disposen dues campanes per marcar l'hora, que daten de principis del segle xx.